# Stibaera habrosynoides
Stibaera habrosynoides är en fjärilsart som beskrevs av Barnes och Benjamin 1924. Stibaera habrosynoides ingår i släktet Stibaera och familjen nattflyn. Inga underarter finns listade i Catalogue of Life.